# The Liberation of L.B. Jones
The Liberation of L.B. Jones is een Amerikaanse misdaadfilm uit 1970 onder regie van William Wyler.

## Verhaal
De jonge advocaat Steve Mundine gaat aan het werk bij het advocatenkantoor van zijn oom. Hij wordt op de rechtszaak gezet van de zwarte begrafenisondernemer L.B. Jones. Diens vrouw zou zwanger zijn van een blanke politieagent. Om zijn eer te redden neemt de agent het recht in eigen handen.

## Rolverdeling
| Acteur            | Personage        |
| ----------------- | ---------------- |
| Lee J. Cobb       | Oman Hedgepath   |
| Anthony Zerbe     | Willie Joe Worth |
| Roscoe Lee Browne | Lord Byron Jones |
| Lola Falana       | Emma Jones       |
| Lee Majors        | Steve Mundine    |
| Barbara Hershey   | Nella Mundine    |
| Yaphet Kotto      | Sonny Boy Mosby  |
| Arch Johnson      | Stanley Bumpas   |
| Chill Wills       | Mr. Ike          |
| Dub Taylor        | Burgemeester     |